# Pastel envuelto en papel
El pastel envuelto en papel es un tipo de pastel chino. Es una de las variedades más comunes servidas en Hong Kong, pudiéndose encontrar también en la mayoría de panaderías de barrios chinos extranjeros. En esencia, se trata de un chifón horneado en un cucurucho de papel.
- Datos: Q7132729
- Multimedia: Paper wrapped cake 紙包蛋糕 / Q7132729